# Ochrotomys nuttalli
Ochrotomys nuttalli és una espècie de mamífer rosegador de la família dels cricètids. Es tracta de l'única espècie reconeguda del gènere Ochrotomys. És endèmica del sud-est dels Estats Units. Els seus hàbitats naturals són les bardisses humides, els boscos i les vores dels camps. És una espècie en risc mínim, és a dir, no sembla que hi hagi cap amenaça significativa per a la seva supervivència.
L'espècie fou anomenada en honor del botànic i zoòleg britànic Thomas Nuttall.